# Rothesay (Nuevo Brunswick)
Rothesay es una parroquia canadiense situada en la provincia de Nuevo Brunswick.

## Superficie
Rothesay tiene una superficie de 7,26 km².

## Demografía
En 2021, tenía 342 habitantes, una densidad poblacional de 47,1 hab./km², y 134 viviendas.